# Blue Cat Blues
Blue Cat Blues (Conocido en su primer doblaje como "El Blues del Gato" y en su redoblaje como "Tristezas de Gato") es un cortometraje de Tom y Jerry creado en 1956 por William Hanna y Joseph Barbera, lanzado el 16 de noviembre de ese año, animado por Ed Barge, Irven Spence, Lewis Marshall y Kenneth Muse, con diseños que fueron hechos por Richard Bickenbach y los fondos hechos por Robert Gentle, causando una gran controversia por su tono oscuro que podría perturbar a parte de la audiencia, debido a que el corto trataba sobre la depresión de Tom, el alcoholismo y el suicidio, cosa que hizo que el Cortometraje nulas veces se transmitiera en televisión, aunque si fue doblado para el público latinoamericano.
A pesar de las creencias, Blue Cat Blues no es el episodio final de la serie, ya que hay distintos cortometrajes que fueron estrenados posteriormente a este, donde tanto Tom como Jerry aparecen vivos en su rutina de Gato y Ratón.

## Trama
Tom se encuentra deprimido y sentado en unas vías del ferrocarril esperando la llegada del tren con el objetivo de suicidarse, mientras que Jerry lo ve tristemente desde el puente y se lamenta por el estado de su amigo, tomando conciencia de que lo debería ayudar, pero después de lo que le pasó, es mejor que esté así. Seguidamente empieza a narrar detalladamente los hechos que llevaron a la depresión de Tom. 
Al comenzar la historia, se observa un flashback donde Tom y Jerry eran dos amigos inseparables bebiendo limonada, pero eso cambia rápidamente cuando Tom se enamora de una gata blanca que pasaba frente a su casa.
Al principio, la gata parece corresponder a los sentimientos de Tom. Hasta que apareció un rival, Butch (que a diferencia de otros episodios, ahora es millonario), la gata rápidamente decide dejar a Tom por él, revelándose como materialista e interesada. 
Habiendo visto a la gata blanca como era realmente y como se burló de su mejor amigo, Jerry en vano intentó convencer a Tom que la olvidara y dejara que Butch se quedara con ella, sabiendo que ella no valía la pena, pero Tom lo ignoró, perseverando en sus intentos de reconquistarla.
Mientras el episodio avanza, se puede ver a Tom empujando sus ahorros hasta el límite para recuperar a la gata, comprándole regalos como una flor, un pequeño frasco de perfume, un anillo con un diamante microscópico que la única forma de verlo era con una lupa, además de pedir un préstamo para comprarle un auto (que en realidad era un antiguo cacharro) que le costaron 312 pagos mensuales con el 112 % de interés, más un brazo, una pierna y 20 años de esclavitud, pero ella los rechaza debido a que los regalos de Butch son mucho más lujosos y extravagantes, como una gran corona floral, un camión cisterna lleno de perfume, un anillo con un gran diamante que la única forma de verlo era con máscaras de soldadura debido a su encandilante brillo y un larguísimo auto que termina pasando por encima del auto de Tom.
Después de ese incidente, Tom queda con el corazón destrozado, sin dinero y completamente lleno de deudas y comienza a ahogar sus penas bebiendo leche (similar a beber alcohol), ignorando las súplicas de Jerry de que se detenga. Tom intenta literalmente dejarse llevar por una alcantarilla, pero Jerry logra salvarlo. 
Mientras Jerry intenta resucitar a Tom, ven a Butch y a la gata blanca pasando en su auto, con un letrero en la parte trasera que decía "recién casados" y partiendo a su luna de miel. Devastado, Tom se sienta en las vías del tren esperando el paso de éste, mientras Jerry se desprende de la triste historia para pensar en su propia novia, Toots. Él, estando seguro de su amor y fidelidad, besa una y otra vez su foto, hasta que la ve en un auto que también decía "recién casados" con otro ratón, al ver eso, Jerry decide sentarse al lado de Tom en la vía. 
El episodio termina oyéndose el ruido de un tren que pasa por las vías indicando (a criterio del espectador) que Tom y Jerry fueron atropellados y se suicidaron.  
- Datos: Q4928949